# Lick My Decals Off, Baby
Lick My Decals Off, Baby – album nagrany przez grupę Captain Beefheart and His Magic Band w 1970 roku i wydany przez Straight Records.

## Historia nagrania i charakter albumu
Wiosną 1970 roku, po odejściu Johna Frencha, nowym perkusistą grupy został Artie Tripp III, który objął także funkcję kierownika muzycznego zespołu. Był klasycznie wykształconym muzykiem po Cincinnati Conservatory of Music, studiował u Johna Cage’a i współpracował z nim w Manhattan School of Music. Następnie grał w The Mothers of Invention, a po ich rozwiązaniu dołączył do The Fraternity of Man, po czym zasilił skład Magic Bandu.
W tym okresie zespół tworzyli: Beefheart, Bill Harkleroad, Mark Boston, Artie Tripp oraz nowi muzycy – Ian Underwood i Tom Grasso. Underwood, dotąd niegrający na gitarze, miał zostać drugim gitarzystą, a Grasso pełnił funkcję pianisty.
Zespół przygotowywał materiał w luźniejszej atmosferze niż w czasach współpracy z Frankiem Zappą, choć próby trwały nawet po kilkanaście godzin. Pomimo to były często przerywane rozmowami. Underwood, ucząc się gry na gitarze, doznał silnych migren, co ostatecznie skłoniło go i Grassa do opuszczenia grupy.
Bill Harkleroad sporządzał transkrypcje materiału muzycznego, co było dużym wyzwaniem ze względu na skomplikowane kompozycje Beefhearta. Pełnił funkcję aranżera zespołu.
Część krytyków uznaje skład Don Van Vliet, Bill Harkleroad, Mark Boston i Artie Tripp za jeden z najlepszych w historii grupy. Grupa osiągnęła muzyczną dojrzałość, a Beefheart był wówczas w szczytowej formie twórczej.
Próby odbywały się w domu Beefhearta w górach Santa Cruz. Langdon Winner z „Rolling Stone” nagrał jedną z prób i przekazał taśmę Henry’emu Kaiserowi. Zarejestrowano m.in. utwór „Alice in Blunderland”, który miał być częścią planowanej opery rockowej, ale ostatecznie funkcjonował jako samodzielna kompozycja.
Tuż przed sesją nagraniową zespół zdecydował o powrocie Johna Frencha, gdyż partie perkusyjne wymagały jego stylu gry. French zrezygnował ze studiów i wrócił do zespołu. Art Tripp, nie poinformowany o zmianie, został wykorzystany jako perkusista pomocniczy oraz instrumentalista obsługujący marimbę i instrumenty perkusyjne. Partie perkusyjne na albumie w większości wykonał French, za wyjątkiem utworu „Japan in a Dishpan”.
Materiał powstawał w pokoju Johna Frencha i Arta Trippa. Próby trwały od późnej wiosny do początku jesieni, kiedy rozpoczęto sesję nagraniową.
Nagrania zrealizowano w studiu Record Plant w Los Angeles (według innych źródeł – w United Recordings Corp. w Hollywood). Producentem był Beefheart, a głównym inżynierem dźwięku Dick Kunc. Podstawowe nagrania wykonano w ciągu tygodnia. Po sporach Beefhearta z Kuncem dalsze prace dźwiękowe ukończył asystent Paula Schiera.
Jesienią 1970 roku zespół nagrał reklamę telewizyjną albumu, utrzymaną w estetyce dadaizmu. Film trwał 1 minutę i 15 sekund, jednak nie został wyemitowany – odrzucony przez KTTV i National Association of Broadcasters jako nieodpowiedni dla młodszej widowni. Ostatecznie trafił do kolekcji Muzeum Sztuki Współczesnej w Nowym Jorku.
Unisonowe partie marimby i gitary nagrano w odrębnych pomieszczeniach. Ich swobodny charakter wynikał z braku kontaktu wzrokowego między wykonawcami.
Teksty albumu często poruszają tematykę erotyczną, inspirowaną związkiem Beefhearta z Janet Huck, z którą ożenił się w tym okresie.
Część krytyków i fanów uznaje Lick My Decals Off, Baby za najlepszy album zespołu. Był to również ulubiony album samego Beefhearta. Harkleroad określał go jako rozwinięcie Trout Mask Replica. W odróżnieniu od poprzedniego albumu, nowy materiał uznawany jest za bardziej przystępny.
Płyta osiągnęła 20. miejsce na brytyjskiej liście albumów British Top 50.
Okładka albumu zaprojektowana została najprawdopodobniej przez Beefhearta. Po raz pierwszy oficjalna nazwa zespołu brzmiała „Captain Beefheart and the Magic Band”.

## Muzycy
- Captain Beefheart – klarnet basowy, saksofon tenorowy, saksofon sopranowy, harmonijka ustna, wokal
- Zoot Horn Rollo (Bill Harkleroad) – gitara, gitara slide
- Rockette Morton (Mark Boston)[3] – gitara basowa
- Drumbo (John French) – perkusja
- Art Tripp – marimba, perkusja

## Spis utworów

### Strona pierwsza
| 1. | Lick My Decals Off, Baby  | 2:38  |
|    |                           |       |
| 2. | Doctor Dark               | 2:46  |
|    |                           |       |
| 3. | I Love You, You Big Dummy | 2:54  |
|    |                           |       |
| 4. | Peon                      | 2:24  |
|    |                           |       |
| 5. | Bellerin's Plan           | 3:35  |
|    |                           |       |
| 6. | Woe-Is-Uh-Me-Bop          | 2:06  |
|    |                           |       |
| 7. | Japan in a Dishpan        | 3:00  |
|    |                           |       |
|    |                           | 19:23 |
|    |                           |       |

### Strona druga
| 1. | I Wanna Find a Woman That'll Hold My Big Toe Till I Have to Go | 1:52  |
|    |                                                                |       |
| 2. | Petrified Forest                                               | 1:14  |
|    |                                                                |       |
| 3. | One Red Rose That I Mean                                       | 1:53  |
|    |                                                                |       |
| 4. | The Buggy Boogie Woogie                                        | 2:19  |
|    |                                                                |       |
| 5. | The Smithsonian Institute Blues (Or the Big Dig)               | 2:11  |
|    |                                                                |       |
| 6. | Space-Age Couple                                               | 2:32  |
|    |                                                                |       |
| 7. | The Clouds Are Full of Wine (Not Whiskey or Rye)               | 2:50  |
|    |                                                                |       |
| 8. | Flash Gordon's Ape                                             | 4:57  |
|    |                                                                |       |
|    |                                                                | 19:48 |
|    |                                                                |       |

## Wydanie

### Płyta analogowa
- Producent – Captain Beefheart
- Studio – Record Plant w Los Angeles lub United Recordings Corp. w Hollywood
- Firma wydawnicza – Straight Records
- Inżynier dźwięku – Dick Kunc
- Asystent inżyniera – Paul Schier
- Czas trwania – 39:11
- Wszystkie utwory autorstwa Captaina Beefhearta
- Projekt okładki – Ed Trasher
- Fotografie – Ed Trasher
- Obraz na tylnej stronie okładki – Don Van Vliet

### Wydanie CD
- Cyfrowy remastering – Bill Inglot i Ken Perry (K-Disc)
- Dystrybucja – Rhino Records